# Habsburg–Lotaringiai Sándor Lipót magyar nádor
Habsburg–Lotaringiai Sándor Lipót főherceg (németül: Erzherzog Alexander Leopold Johann Joseph von Österreich; Firenze, 1772. augusztus 14. – Laxenburg, Alsó-Ausztria, 1795. július 12.), osztrák főherceg, magyar és cseh királyi herceg, Toszkána hercege, 1790-től haláláig Magyarország nádora.

## Élete
Sándor Lipót főherceg 1772. augusztus 14-én született Firenzében, a Toszkánai Nagyhercegség fővárosában, a Poggio Imperiale kastélyban. 

### Szülei, testvérei
Édesapja a Habsburg–Lotaringiai-házból való Lipót toszkánai nagyherceg (1747–1792), a későbbi II. Lipót magyar király és osztrák főherceg, német-római császár, magyar és cseh király. Édesanyja a Bourbon-házból jött Mária Ludovika spanyol infánsnő (María Luisa de España, 1745–1792), később német-római császárné. Sándor Lipót az uralkodópár 16 gyermeke közül hatodikként született.
A felnőttkort megért testvérei:
- Mária Terézia Jozefa főhercegnő (1767–1827), aki I. Antal szász királyhoz ment feleségül.
- Ferenc József Károly főherceg (1768–1835), a későbbi II. Ferenc német-római császár, I. Ferenc néven osztrák császár, magyar és cseh király.
- Ferdinánd József János főherceg (1769–1824), később III. Ferdinánd néven Toszkána nagyhercege.
- Mária Anna Ferdinanda főhercegnő (1770–1809), a prágai Szent Teréz apácakolostor főapátnője.
- Károly főherceg (1771–1847) tábornagy, Teschen hercege, Napóleon legyőzője az asperni csatában.
- József Antal János főherceg (1776–1847), 1795-től haláláig Magyarország nádora (József nádor).
- Mária Klementina főhercegnő (Maria Klementine von Österreich) (1777–1801), aki  Ferenc nápoly–szicíliai trónörököshöz ment feleségül.
- Antal Viktor főherceg (1779–1835), Köln püspöke, 1816–1828-ig a Német Lovagrend Nagymestere.
- János főherceg (1782–1859) tábornagy, a „stájer herceg”.
- Rainer József főherceg (1783–1853) tábornagy, a Lombard–Velencei Királyság alkirálya.
- Lajos főherceg (1784–1864) tábornagy, 1836–1848-ig az Államkonferencia vezetője.
- Rudolf főherceg (1788–1831) bíboros, Olmütz hercegérseke, Beethoven mecénása.

### Pályafutása
Sándor Lipót ifjúkorát Firenzében, apja nagyhercegi udvarában töltötte. Nagykorúságát elérve az Aranygyapjas rend lovagjává ütötték. Édesapja 1790-ben visszatért Bécsbe, hogy II. Lipót néven elhunyt bátyja, II. József császár örökébe lépjen.
- Legidősebb fia, Ferenc József főherceg lett a Birodalom trónörököse.

- Második fia, Ferdinánd József főherceg vette át a Toszkánai Nagyhercegség trónját

- Harmadik fia, Károly főherceg Teschen hercegségének megöröklése mellett katonai pályára lépett, ás a császári hadsereg /tábornoka lett. Nevezetessége, hogy a napóleoni háborúkban többször is megverte a francia seregeket.

- Negyedik fiúként a 18 éves Sándor Lipót főherceg a Magyar Királyság helytartója lett. A magyar rendi országgyűlés 1790. november 12-én meg is választotta őt az ország nádorává. Amíg Lipót császár élt, Sándor Lipót az ő iránymutatásai és reformtörekvései szerint, mérsékelt és magyarbarát elvei alapján kormányzott, többször sikerrel közvetített a magyar rendek és a bécsi császári udvar között. Lipót halála (1792) után a főherceg legidősebb bátyja, Ferenc lett a császár, és ő a francia forradalom fenyegető radikalizálódása nyomán apjánál keményebb birodalmi központosítást, szigorúbb rendőri ellenőrzést, a forradalmi eszmék terjedésének kíméletlen megakadályozását követelte meg.

Lipót császár 1791-ben megbízta egyik legjobban fizetett magyarországi besúgóját, Martinovics Ignác címzetes apátot, hogy titokban lázítsa a jobbágyokat a magyar földbirtokos nemesség ellen, ezzel gyöngítve a császári reformok nemesi ellenzékét. A titkos ügynökhálózatra épülő tervet megakadályozta Lipót váratlan halála 1792. március 1-én.
Utódát, Ferenc császárt nem érdekelték elődjének reformtervei. Megszüntette Martinovics javadalmazását, és menesztette támogatóját, Gotthardi Ferencet, a titkosrendőrség vezetőjét is. A sértődött Martinovics 1794 tavaszán hazafias forradalmi szervezkedésbe fogott, de ezt 1795-ben leleplezték. Tömegtámogatás híján a magyar jakobinusok összeesküvésének valódi súlya sokkal kisebb volt, mint amennyit a császári hatalom belemagyarázott. Csak egy maroknyi jól képzett idealista és humanista hazafi vett részt benne, de Martinovics vallomásában szinte az összes felelős magyar vezető hivatalnokot résztvevőnek vagy szimpatizánsnak minősítette.
Az alig 22 éves, tapasztalatlan nádort mélységesen megrettentette az összeesküvésnek a vallomásokból kibontakozó mérete. A főherceg úgy érezte, hogy a magyar nemesek visszaéltek bizalmával. Azonnal leváltotta a mérsékelt érzelmű magyar főméltóságokat, helyükre feltétlenül császárhű, reformellenes hivatalnokokat ültetett. Kidolgozott és császári bátyjának beterjesztett egy szélsőségesen reakcionárius programjavaslatot, amely szerint Magyarországon a rendet és nyugalmat a legkeményebb sajtócenzúrával és rendőri erőszakkal kell fenntartani, az ellenzéki megnyilvánulásokat pedig szigorú büntetésekkel sújtani. A forradalmi eszmék terjedésétől tartó Ferenc császár magáévá tette öccse javaslatát. A bécsi udvar az egész Habsburg Birodalomban a legszigorúbb rendőri elnyomatást vezette be kormányzati módszerként. Martinovicsot és a jakobinus szervezkedés négy vezetőjét „(direktorát)” a királyi bíróság halálra ítélte. 1795. május 20-án, a budai vár alatti Generális-kaszálón („Generalswiese”, a mai Vérmező) fejüket vették. Sok embert ítéltek súlyos börtönbüntetésre, vagyonelkobzásra.

## Halála
Alig két hónappal Martinovicsék kivégzése után a főherceg, aki műkedvelő vegyész volt, a laxenburgi kastélyban egy tűzijátékot készített elő Mária Terézia császárné (Mária Terézia Karolina nápoly–szicíliai hercegnő, 1772–1807), Sándor Lipót sógornőjének fogadására. A munka közben robbanás történt, és a főherceg súlyos égési sérüléseket szenvedett. Sebeiből nem épült fel, és néhány nap múlva, 1795. július 12-én szörnyű szenvedések után meghalt. Mint a császári család tagját, a bécsi kapucinusok kriptájában (Kapuzinergruft) temették el.
Utódjául a nádori tisztségre a császár 1795. szeptember 20-án öccsét, a 19 éves József Antal főherceget (József nádort) jelölte. Magyarország szerencséjére az abszolutisztikus elnyomó módszerekre építő, szélsőségesen magyarellenes Sándor Lipót helyére lépő József nádor felvilágosult gondolkodású, a magyarokkal jól együttműködő személyiség volt. Fél évszázados itthoni tevékenysége elősegítette az ország, különösen Buda és Pest városának fejlődését.

## Emlékezete
- Darvas Ferenc: Felséges királyi herczeg Leopold Sándor, hazánk nádor ispánya halálát kesergő versek, Buda, 1795
- A mai Budapest VIII. kerületében, a Bródy Sándor utca korábban kétszer is viselte a nevét (1840–1918, majd 1921–31 között Főherceg Sándor utcaként).